# Alifushi
Alifushi (en dhivehi: އަލިފުށި) es una de las islas habitadas del atolón de Raa, en el Océano Índico, parte del país asiático de Maldivas. Esta isla es famosa por sus carpinteros y constructores de barcos. Posee 45,63 hectáreas en superficie y mide 950 metros de largo por 750 metros de ancho.